# Xakriabá
Pour les articles homonymes, voir Célia Xakriabá et Artemisa Xakriabá.
Le xakriabá (aussi écrit Chakriaba, Chikriaba ou Shacriaba) est une langue éteinte de la famille des langues jê qui était parlée dans l’État de Minas Gerais au Brésil par les Xakriabá, qui parlent aujourd'hui portugais,. La langue est connue grâce à deux courtes listes de mots collectés par Auguste de Saint-Hilaire et Wilhelm Ludwig von Eschwege.
Avant 1712, le Xakriabá était originellement parlé le long du Rio São Francisco près de São Romão dans l'État de Minas Gerais. Après avoir été battus par Matias Cardoso de Almeida (pt) et d'autres bandeirantes, les Xakriabá sont forcés de migrer, à partir de 1690. Le dernier locuteur de la langue meurt en 1864[réf. nécessaire].

## Phonologie

### Voyelles
|            | Antérieure | Centrale | Postérieure |
| ---------- | ---------- | -------- | ----------- |
| Fermée     | i ĩ        | ɨ        | u ũ         |
| Moyenne    | e ẽ        | ə        | o õ         |
| Mi-ouverte | ɛ          |          | ɔ           |
| Ouverte    |            | a ã      |             |

- /i/ peut aussi être prononcé [ɪ] dans certaines positions.

### Consonnes
|           | Labiale | Alvéolaire | Palatale | Vélaire | Glottale |
| --------- | ------- | ---------- | -------- | ------- | -------- |
| Occlusive | p b     | t d        |          | k g     |          |
| Fricative |         | s z        | (ʃ) (ʒ)  |         | h        |
| Nasale    | m       | n          |          |         |          |
| Battue    |         | ɾ          |          |         |          |
| Spirante  | w       |            | (j)      |         |          |

- Le phonème /i/ est prononcé [j] devant une autre voyelle ou au sein d'une diphtongue.
- Les sons [ʃ ʒ] sont des allophones de /s z/.
- Les sons [tʃ dʒ ɲ] sont des allophones de /t d n/ lorsqu'ils sont palatalisés devant /i/.
- [ɡ] peut être un allophone de /k/[6].